# Липпен
Ли́ппен или Ли́пины (нем. Lippen; в.-луж. Lipinyо файле) — деревня в Верхней Лужице, Германия. Входит в состав коммуны Лоза района Баутцен в земле Саксония. Подчиняется административному округу Дрезден.

## География
Находится в южной части района Лужицких озёр.
Соседние населённые пункты: на северо-востоке — деревня Бервальд коммуны Боксберг, на юго-востоке — деревня Дельни-Вуезд, на юге — деревня Тране коммуны Кёнигсварта коммуны Боксберг, на юго-западе — деревни Древцы и Злычин, на западе — административный центр коммуны Лоза и на северо-востоке — деревня Тши-Жоны.

## История
Впервые упоминается в 1375 году под наименованием Lypen.
С 1974 по 1994 год входила в коммуну Ухист. С 1994 года входит в современную коммуну Лоза.
В настоящее время деревня входит в состав культурно-территориальной автономии «Лужицкая поселенческая область», на территории которой действуют законодательные акты земель Саксонии и Бранденбурга, содействующие сохранению лужицких языков и культуры лужичан.
Исторические немецкие наименования
- Lypen, 1375
- Lippe, 1519
- Lippen, 1541

## Население
Официальным языком в населённом пункте, помимо немецкого, является также верхнелужицкий язык.
Согласно статистическому сочинению «Dodawki k statisticy a etnografiji łužickich Serbow» Арношта Муки в 1884 году в деревне проживало 235 человек (из них — 231 серболужичанин (98 %)).
Лужицкий демограф Арношт Черник в своём сочинении «Die Entwicklung der sorbischen Bevölkerung» указывает, что в 1956 году при общей численности в 221 человек серболужицкое население деревни составляло 75,1 % (из них верхнелужицким языком владело 128 взрослых и 38 несовершеннолетних).
| 1825 | 1871 | 1885 | 1905 | 1925 | 1939 | 1946 | 1950 | 1964 |
| ---- | ---- | ---- | ---- | ---- | ---- | ---- | ---- | ---- |
| 165  | 214  | 235  | 212  | 229  | 195  | 206  | 222  | 87   |